# Dicranota auripontium
Dicranota (Paradicranota) auripontium là một loài ruồi trong họ Pediciidae. Chúng phân bố ở vùng sinh thái Palearctic.